# 赤銅茉莉
赤銅 茉莉（あかがね まつり）は、日本の女性漫画家。ロリ系（少女×お兄さんが主）の作風を多く描いている。

## 概要
COMICパピポを中心に活動しており、パピポ休刊後は執筆の場をコミックメガストアに移している。

## 同人活動
きのこ寺というサークル名で同人活動を行っている。

## 主な作品
一般漫画
- ロビンソンレター（双葉社、2011年 - 2012年、全2巻）

成人漫画
- Melty Pink（2006年7月5日発行）
- マシマロすてでぃ♡（2008年9月19日発行）

同人誌
- True diary （I.Q 0、2001年8月25日発行）
- ～ウサずきんちゃんとオオカミさん～秘密の森でヒミツのお食事 （きのこ寺、2004年8月15日発行）
- sweet mushroom.1＜彼女と彼の相違点＞（きのこ寺、2005年8月14日発行）
- sweet mushroom.2＜彼女と彼の秋の祭典＞（きのこ寺、2006年8月13日発行）
- sweet mushroom.2.5（きのこ寺、2006年12月31日発行）
- sweet mushroom.3（きのこ寺、2007年8月19日発行）
- sweet mushroom.4（きのこ寺、2008年8月17日発行）
- sweet mushroom.5（きのこ寺、2009年8月16日発行）
- sweet mushroom.6（きのこ寺、2010年8月5日発行）
- sweet mushroom.6.5（きのこ寺、2011年8月14日発行）
- sweet mushroom.08（きのこ寺、2014年12月30日発行）
- sweet mushroom.09（きのこ寺、2015年8月16日発行）